# Kaloula baleata
Espèce
Synonymes
- Bombinator baleatus Müller, 1836
- Hylaedactylus balteatus var. concatenata Lichtenstein & Martens, 1856
- Hylaedactylus lividus Bleeker, 1857
- Hylaedactylus celebensis Günther, 1859 "1858"
- Kaloula baleata ghoshi Cherchi, 1954

Statut de conservation UICN

 LC  : Préoccupation mineure
Kaloula baleata est une espèce d'amphibiens de la famille des Microhylidae.

## Répartition
Cette espèce se rencontre :
- en Inde dans les îles Andaman ;
- en Indonésie ;
- en Malaisie péninsulaire et en Malaisie orientale ;
- aux Philippines sur l'île de Palawan ;
- en Thaïlande ;
- dans le sud du Viêt Nam ;
- au Timor oriental.

Sa présence est incertaine au Brunei.

## Description
Kaloula baleata mesure environ 60 mm pour les mâles et 65 mm pour les femelles.

## Publication originale
- Van Oort & Müller, 1836 : Aanteekeningen gehouden op eene reize over een gedeelte van het eiland Java. Verhandelingen van het Bataviaasch Genootschap der Kunsten en Wetenschappen, vol. 16, p. 81-156 (texte intégral).